# Svilana u Maksimiru
Bivša Svilana u parku Maksimir je velika gospodarska građevina.

Nije joj poznat točan datum gradnje, ali je poznato da je 1853. godine već postojala. Zgrada je pravocrtnog tlocrta, dvostrešnog krovišta pokrivenog crijepom. Prizemlje i kat su visoki. Na južnom i sjevernom pročelju 1. kata su ugrađena dva vodoravna reda niskih, uskih prozora, pa se zgrada doima dvokatnom. Na zabatima su bili ugrađeni samo tavanski prozori, a kasnije je ugrađeno po šest prozora neprimjerenog oblika i veličine po cijelom zabatu. U središnjoj osi južnog pročelja su ulazna vrata, a pred njima je povišeni drveni trijem natkriven jednostrešnim krovićem. U unutrašnjosti su prostorije služile za čahure svilene bube. Danas se koristi kao skladište Agronomskog fakulteta Sveučilišta u Zagrebu.

## Zaštita
Zgrada je zaštićeno kulturno dobro.